# 小行星15139
小行星15139（15139 Connormcarty）是一颗绕太阳运转的小行星，为主小行星带小行星。该小行星于2000年3月9日发现。

## 轨道参数
小行星15139的轨道半长轴为2.6711373 UA，离心率为0.136。